# Daniel Alcántar
Daniel Alcántar García (født 2. maj 1976 i León de los Aldamas) er en professionel mexicansk fodboldspiller spiller, som i øjeblikket spiller for San Luis F.C.. Han vandt sammen med Atlante i Primera División de México Apertura, 2007.